# Collegio Romano

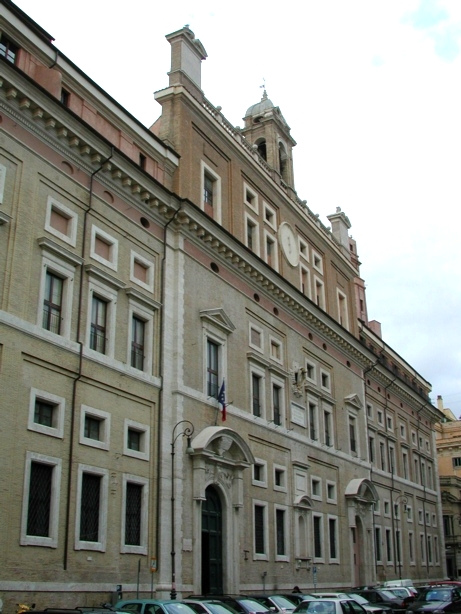
Fachada del Colegio Romano, en la plaza homónima.

El Collegio Romano fue creado por San Ignacio de Loyola en 1551, luego de la fundación de la Compañía de Jesús (1534), con el objetivo de cubrir todo el periodo formativo, desde los estudios elementales a los universitarios.

## Historia
Gracias a la voluntad del papa Gregorio XIII fue construida su sede definitiva, entre 1582 y 1584, en el rione Pigna, en la plaza conocida entonces como Campo Camilliano, que a partir de 1584 se llama plaza del Collegio Romano. 
El Collegio Romano fue, entre otras cosas, teatro de grandes debates entre Galileo Galilei y Paolo Segneri. Por él pasaron también, Giuseppe Calandrelli (fundador del observatorio astronómico del Collegio, en 1787) y Angelo Secchi, célebre astrónomo y director del observatorio desde 1850. Fue sede, además sede del Museo Kircheriano, del cual aún conserva parte de la colección.
Entre 1876 y 1931 el Collegio Romano fue la sede del Regio Ufficio Centrale di Meteorologia, núcleo central del actual servicio de meteorología de la Fuerza Aérea Italiana.
Actualmente, el ala oriental del palacio es ocupada por el Ministerio de los Bienes y las Actividades Culturales de Italia, y el ala que asoma en la plaza homónima, es ocupada por el Liceo clásico estatal Ennio Quirino Visconti.

## Arquitectura del edificio

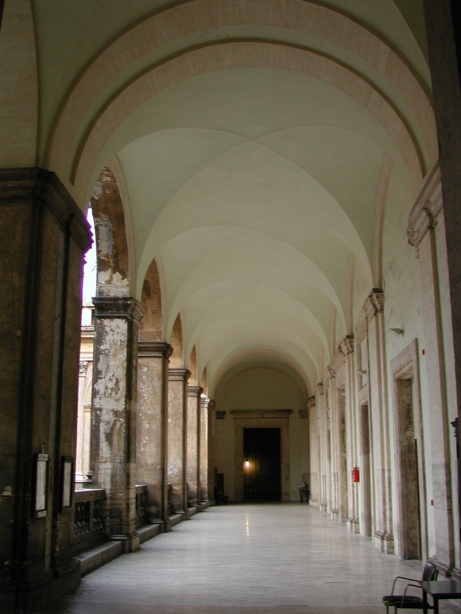
Galería interior del Colegio Romano.

El Collegio Romano es un palacio atribuido a Bartolomeo Ammannati, quien lo habrìa proyectado, pero es probable que la obra haya sido ejecutada por Giuseppe Valeriano. La grandiosa fachada del edificio, probablemente proyectada por Paolo Maruscelli, está dividida en tres cuerpos: uno central, más alto, de tres pisos, y dos laterales de dos pisos, sobre los cuales se alza un ático. A la derecha de la fachada se eleva la torre Calandrelli, construida en 1787 para las observaciones astronómicas.
La parte central del palacio presenta dos grandes portales: el de la derecha se encuentra tapiado, mientras que el de la izquierda está perfectamente alineado con el eje del patio interior al cual conduce. En el centro del piso superior, en la fachada se encuentra el escudo papal de Gregorio XIII y la làpida en latìn que recuerda la fundación del collegio: GREGORIUS XIII P.M. / RELIGIONI / AC BONIS ARTIBUS / MDLXXXVIII.
En el tercer piso se alza un reloj central, que antiguamente proporcionaba la hora exacta a todos los relojes de Roma.

## Docentes y alumnos destacados
- Cristóbal Clavio: matemático y astrónomo.
- Paolo Segneri: astrónomo y maestro de oratoria.
- Roberto Belarmino: cardenal e inquisidor.
- Paolo Casati: matemático, teólogo y astrónomo.
- Lorenzo Ricci: último general de la Compañía de Jesús.
- Atanasio Kircher: historiador y estudioso orientalista.
- Sforza Pallavicino (1607-1667): historiador y cardenal.